# Star Trek: Enterprise
Star Trek: Enterprise, nota nel fandom anche con l'acronimo ENT, è la quinta serie televisiva ambientata nell'universo fantascientifico di Star Trek (la sesta, considerando anche la serie animata). Il primo episodio fu trasmesso dal network statunitense UPN il 26 settembre 2001, inizialmente con il semplice titolo di Enterprise, mentre a partire dalla terza stagione la serie assunse la definitiva denominazione di Star Trek: Enterprise, similmente a quelle che l'avevano preceduta.
La serie, prodotta per quattro stagioni, ha vinto vari premi, tra cui quattro Emmy.

## Trama
Le vicende di Enterprise sono ambientate circa un secolo prima di quelle della serie classica, nel momento in cui l'umanità comincia a esplorare lo spazio.
L'astronave al centro della serie è infatti l'Enterprise NX-01, la prima nave terrestre ad essere costruita al fine di esplorare lo spazio profondo. Questo è reso possibile dal miglioramento del motore a curvatura, fino a raggiungere velocità di curvatura (warp) 5. Il capitano designato per guidare questa nave è Jonathan Archer, figlio di uno dei principali progettisti del suo motore. Questi, insieme al macchinista Charles Tucker III, cerca in ogni modo di anticipare la corsa allo spazio, trasgredendo a volte le leggi ed entrando in conflitto con i vulcaniani.
Un tema fondamentale della serie è la mancanza della Prima direttiva, che non è ancora stata promulgata, il che lascia più spazio ad esplorazioni e contatti con civiltà aliene anche poco progredite.
Un tema presente fin dal primo episodio è quello della guerra fredda temporale, un conflitto che vede impegnate diverse fazioni operanti in epoche differenti. Il finale della seconda stagione introduce la minaccia degli Xindi: dopo un loro primo attacco, l'Enterprise verrà impegnata in una lunga missione per cercare di evitare la distruzione della Terra, eventi narrati per l'intera terza stagione.
La quarta stagione presenta alcuni gruppi di episodi, in cui, tra l'altro, è presentata la prima alleanza tra Terrestri, Vulcaniani, Andoriani e Tellariti (che diventerà la Federazione) nata per contrastare alcune navi-camaleonte romulane che cercano di destabilizzare i rapporti tra le varie specie scatenando una guerra.
In alcuni episodi l'Enterprise dovrà affrontare la minaccia dei potenziati, residui delle Guerre eugenetiche allevati dal dottor Arik Soong, interpretato da Brent Spiner. In seguito, l'Impero Klingon recupererà alcune cellule dei potenziati, impiantandole in alcuni Klingon; questa sperimentazione porterà tuttavia a gravi effetti collaterali.
Due episodi della quarta stagione sono dedicati all'Universo dello specchio, una realtà alternativa con gli stessi personaggi della serie ma dal comportamento brutale e dediti alla conquista e all'assoggettamento di altri mondi e culture.

## Episodi
| Stagione         | Episodi | Prima TV originale | Prima TV Italia |
| ---------------- | ------- | ------------------ | --------------- |
| Prima stagione   | 26      | 2001-2002          | 2003-2004       |
| Seconda stagione | 26      | 2002-2003          | 2004-2005       |
| Terza stagione   | 24      | 2003-2004          | 2005            |
| Quarta stagione  | 22      | 2004-2005          | 2005-2006       |

## Personaggi e interpreti
- Jonathan Archer, interpretato da Scott Bakula (stagioni 1-4), doppiato in italiano da Paolo Marchese.
Il capitano Archer cova rancore verso i Vulcaniani che interferiscono nelle vicende terrestri ed hanno impedito a suo padre di veder realizzato il sogno per cui ha lavorato tutta la vita; nonostante ciò si rivela imparziale nei giudizi e ottiene il rispetto di alcuni popoli; ciò sarà alla base della Federazione. La sua impulsività si scontrerà spesso con la logica del primo ufficiale vulcaniano, T'Pol, e la sua passione per la scoperta, unita all'integrità morale, dovrà confrontarsi con le conseguenze dell'incontro con altre civiltà che contribuiranno alla stesura del regolamento della futura Flotta Astrale. L'attore Scott Bakula, già noto come protagonista della serie In viaggio nel tempo, pur avendo dato vita a un personaggio del tutto originale, ha affermato di essersi ispirato soprattutto a Kirk.
- T'Pol, interpretata da Jolene Blalock (stagioni 1-4), doppiata in italiano da Monica Gravina.
Inizialmente mandata dall'Alto Comando per controllare i Terrestri e il loro desiderio di esplorare la galassia e con un sentimento di distacco dall'equipaggio dell'Enterprise, finirà per integrarvisi e sacrificare sue possibili promozioni all'interno della società vulcaniana, pur di rimanere a bordo dell'astronave terrestre, prendendone le parti.
- Phlox, interpretato da John Billingsley (stagioni 1-4), doppiato in italiano da Franco Mannella.
Medico dell'Enterprise, è un ricercatore medico denobulano che incontra il capitano Archer nelle premesse della prima missione e per tutto il tempo passato sull'Enterprise terrà una corrispondenza con un collega umano. Il dottor Phlox è sempre ottimista e prova ammirazione per ogni cultura e forma di vita dell'universo, tanto da risultare a volte irritante, e unisce la professionalità a un'integrità morale consacrata alla cura della vita che verrà a confrontarsi con le esigenze della situazione.
- Trip Tucker, interpretato da Connor Trinneer (stagioni 1-4), doppiato in italiano da Francesco Prando.
Ingegnere capo e amico del capitano fin dall'accademia, è un genio dell'ingegneria spaziale. La sua impulsività lo porterà spesso a rischiare le relazioni con altre civiltà incontrate e a scontrarsi con la logica vulcaniana di T'Pol, con cui avrà una relazione sentimentale. L'impulsività è bilanciata da un alto senso di responsabilità e lealtà verso il capitano, ma ciò non lo sottrae a dubbi e problemi etici.
- Malcolm Reed, interpretato da Dominic Keating (stagioni 1-4), doppiato in italiano da Gianni Bersanetti.
Capo della sicurezza e dei sistemi tattici caratterizzato dallo stile di vita militare e (nell'originale) da una pronuncia britannica.
- Hoshi Sato, interpretata da Linda Park (stagioni 1-4), doppiata in italiano da Paola Majano.
Ufficiale alle comunicazioni e linguista prodigio, è inizialmente terrorizzata dallo spazio e alle prese con difficoltà inter-linguistiche mai affrontate prima.
- Travis Mayweather, interpretato da Anthony Montgomery (stagioni 1-4), doppiato in italiano da Alessio Cigliano.
Guardiamarina, timoniere dell'Enterprise, è l'unico nato nello spazio, a bordo di un'astronave commerciale, il cargo Horizon, dove ha lasciato la famiglia.

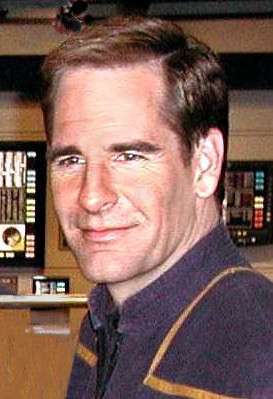
Scott Bakula, interprete di Jonathan Archer
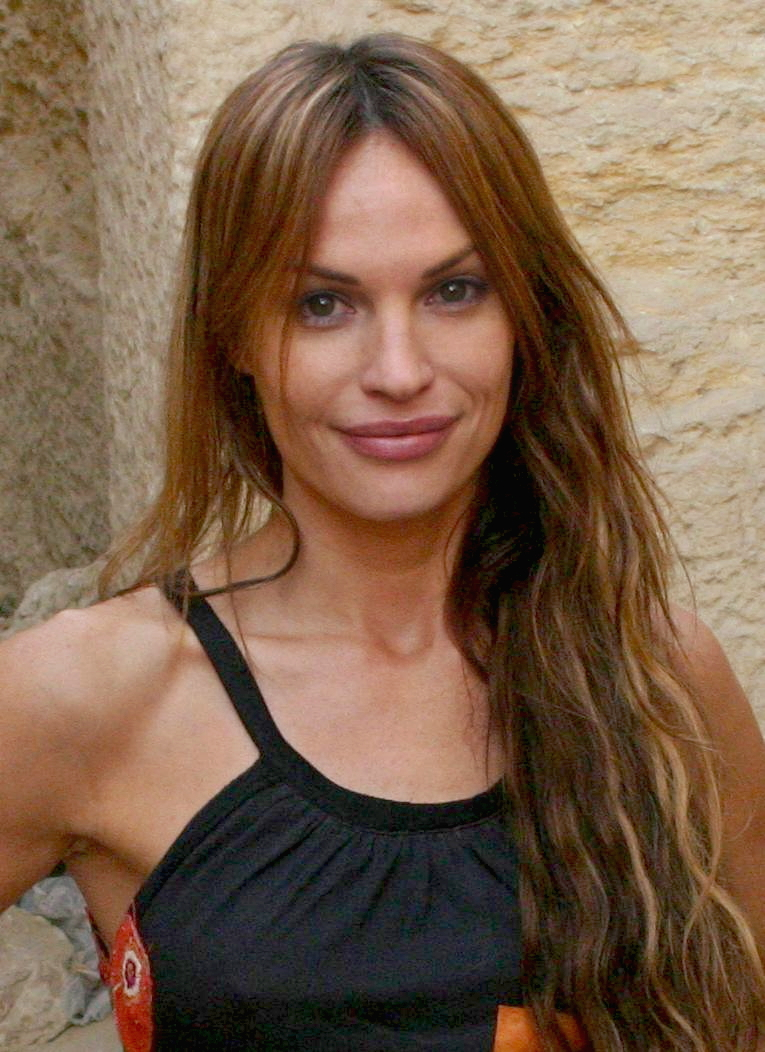
Jolene Blalock, interprete di T'Pol
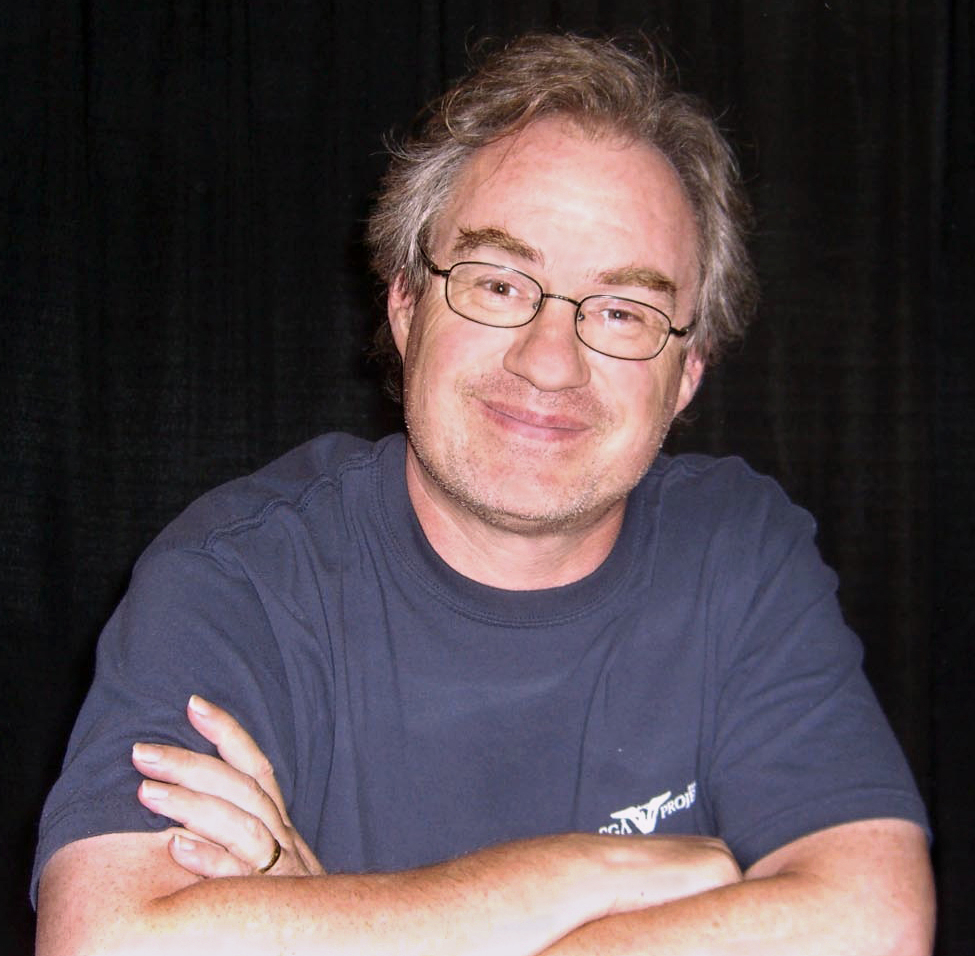
John Billingsley, interprete di Phlox
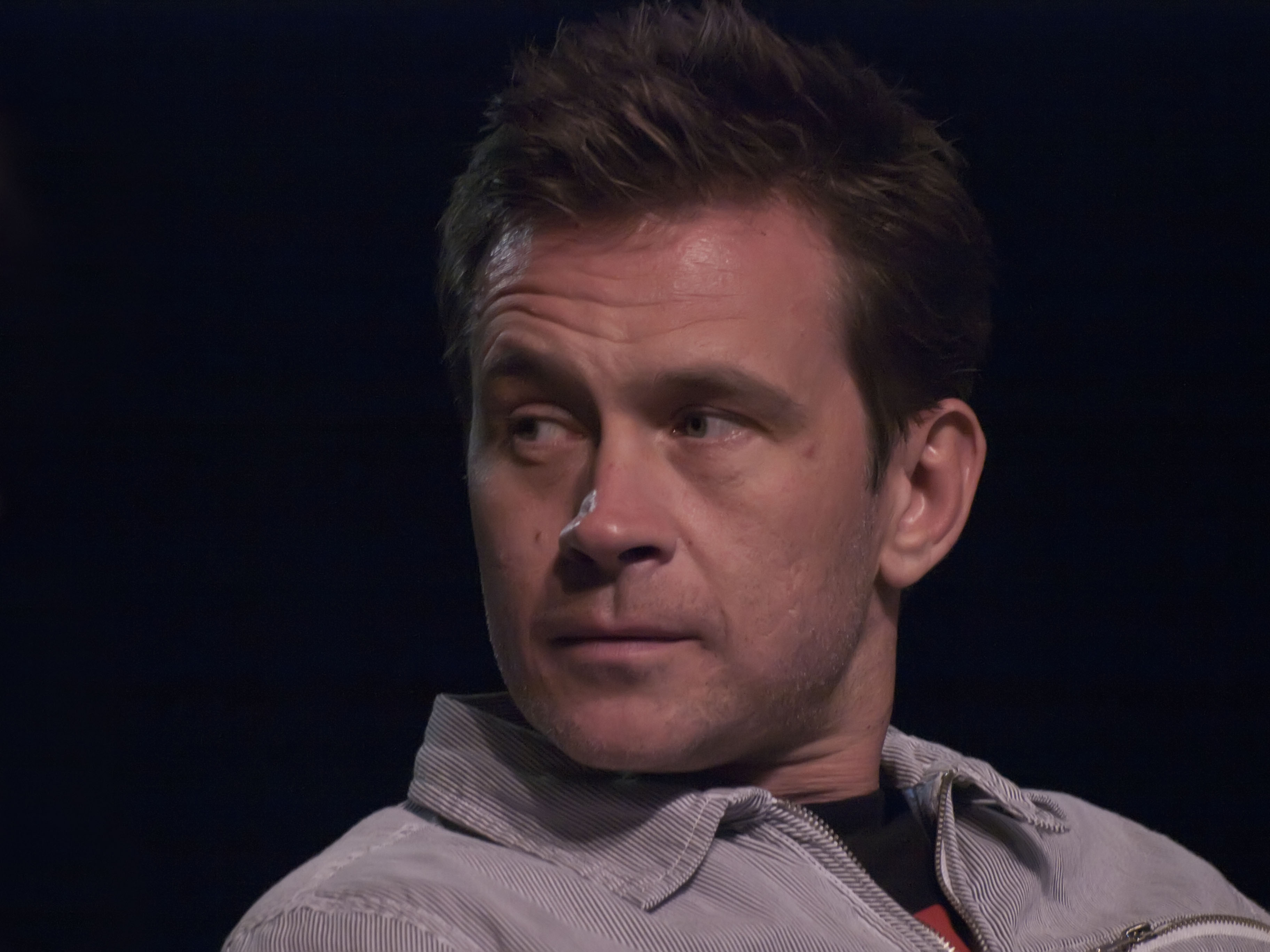
Connor Trinneer, interprete di Trip Tucker
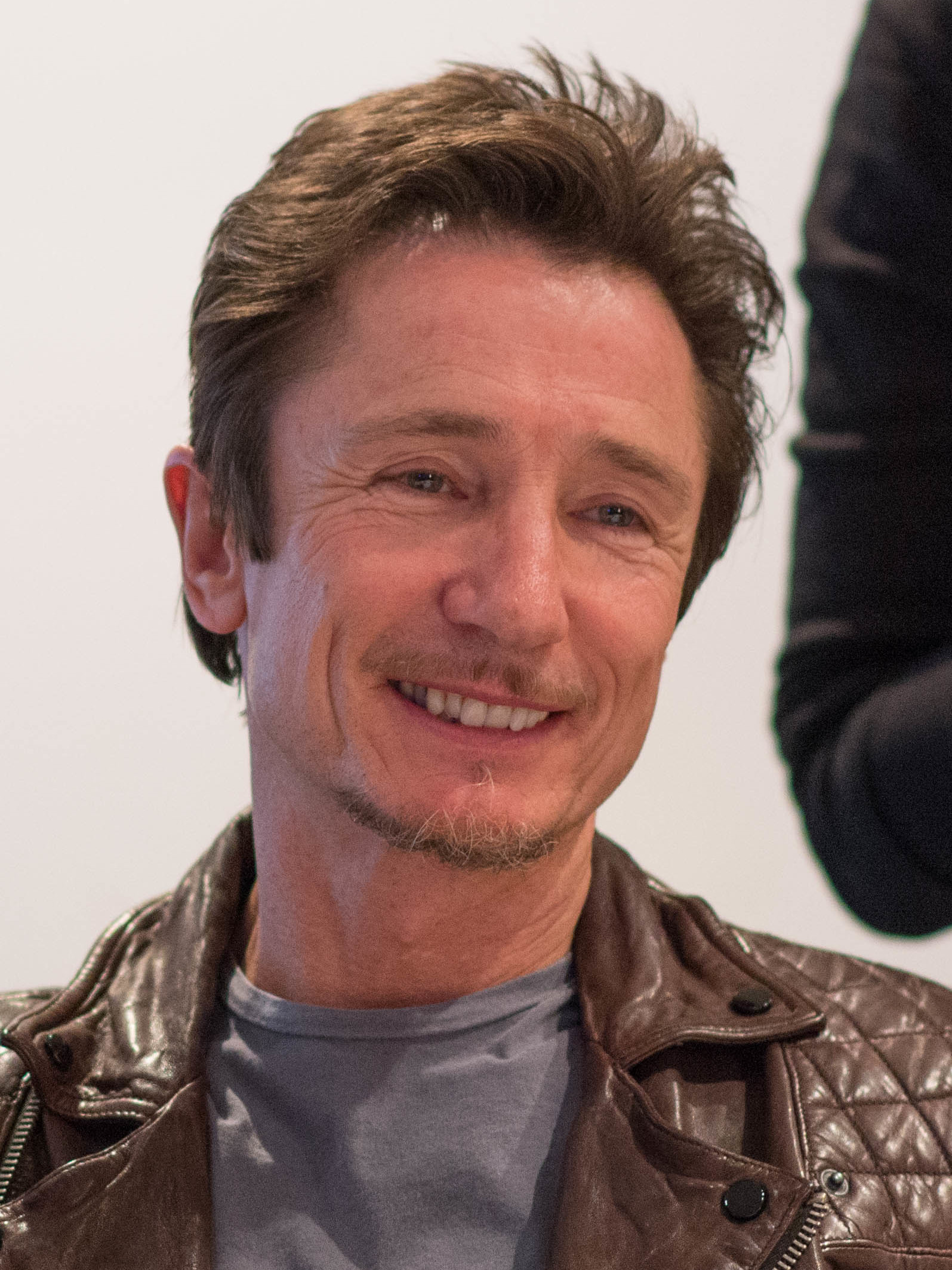
Dominic Keating, interprete di Malcolm Reed
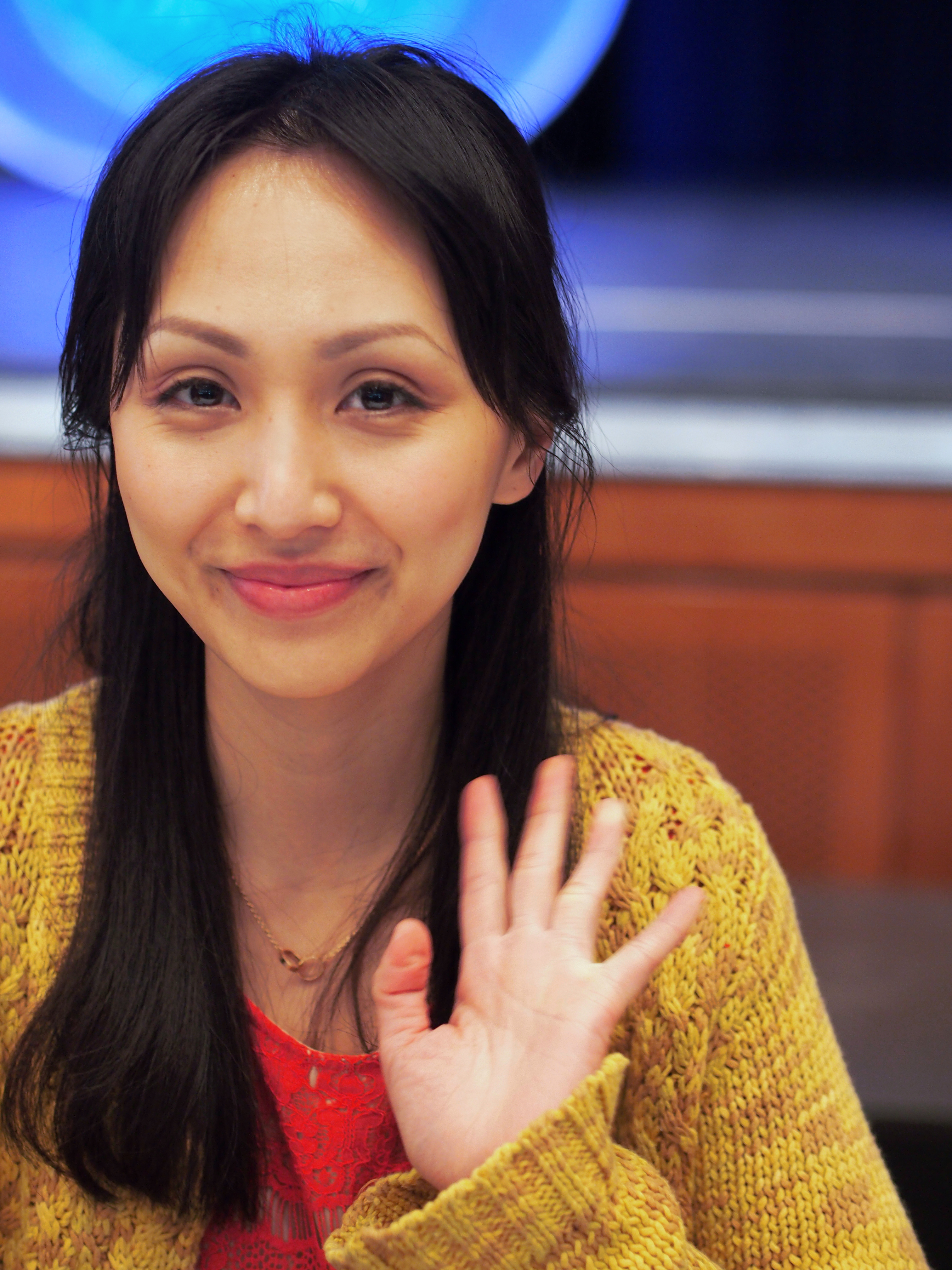
Linda Park, interprete di Hoshi Sato

## Specie
Accanto a specie già presenti nelle precedenti serie del franchise, qual ad esempio Klingon, Vulcaniani, Andoriani e Tellariti, che qui sono tra le più ricorrenti, poiché le ultime tre, assieme agli Umani, concorreranno alla fondazione della Federazione dei Pianeti Uniti, compaiono anche numerose nuove specie, tra le quali, in particolare, i Denobulani, i Sulibani e gli Xindi.
Uno degli elementi che contraddistingue le trame della serie è il rapporto conflittuale con i Vulcaniani: questi, dopo aver compiuto il primo contatto con i terrestri, si oppongono costantemente a molti dei tentativi degli Umani di affacciarsi nello spazio profondo, ritenendoli impulsivi e inesperti, e quindi inadatti ad essere introdotti nel "consesso interstellare", come, ad esempio, affermerà esplicitamente l'ambasciatrice V'Lar nell'episodio La caduta di un eroe. Per questo motivo i Vulcaniani, non essendo riusciti a fermare il varo dell'Enterprise NX-01, in missione per riportare un messaggero klingon su Qo'noS, vi impongono come primo ufficiale T'Pol. Il suo rapporto costantemente problematico e conflittuale con il capitano Archer costituisce uno dei temi di fondo della serie.

## Produzione
La cancellazione della serie, annunciata il 3 febbraio 2005 dal network UPN, provocò la costernazione e, in qualche caso, l'ira dei fan di Star Trek che intrapresero proteste e petizioni che hanno ricordato gli sforzi dei fan della serie classica per salvare lo show. Malgrado tali sforzi, la serie fu conclusa il 13 maggio 2005, quando andò in onda negli USA l'ultima puntata.
I fan, tuttavia, non si sono mai arresi del tutto, e molti di loro hanno continuato dal 2005 a raccogliere firme per chiedere alla CBS (divenuta detentrice dei diritti per la trasmissione televisiva delle serie di Star Trek, e la più diretta responsabile della cancellazione di Enterprise), di produrre nuovi episodi da destinare al mercato dell'home video. In Italia la distribuzione in home video è presente con i cofanetti in DVD (uno per ogni stagione) e dal 2012 è iniziata la commercializzazione in blu-ray (un cofanetto per ogni stagione).

## Colonna sonora
Dopo l'introduzione di ogni episodio della serie viene trasmessa la sigla, in cui vengono ripercorsi i progressi nel volo e nell'esplorazione spaziale. La canzone che accompagna queste immagini è cantata da Russell Watson e si intitola Where My Heart Will Take Me.
La sigla è stata criticata per aver ignorato avvenimenti non riconducibili agli Stati Uniti seppure siano tappe fondamentali per la conquista dello spazio, in particolare lo Sputnik, Jurij Gagarin e la stazione spaziale Mir.
Nelle due puntate della quarta stagione ambientate nell'universo dello specchio venne usata una sigla diversa, composta da scene belliche reali (ad esempio della prima guerra mondiale) o dell'universo di Star Trek.

## Riconoscimenti
- ASCAP Award
  - 2002 – Top TV Series
- Premio Emmy
  - 2002 – Outstanding Special Visual Effects for a Series per Prima missione
  - 2002 – Outstanding Hairstyling For A Series per Due giorni e due notti
  - 2004 – Outstanding Music Composition For A Series (Dramatic Underscore) per Similitudini
  - 2004 – Outstanding Special Visual Effects for a Series per Conto alla rovescia
- Saturn Award
  - 2002 – Cinescape Genre Face of the Future Award, Female a Jolene Blalock
  - 2002 – Best Supporting Actress in a Television Series a Jolene Blalock
- Visual Effects Society Award
  - 2003 – Best Models and Miniatures in a Televised Program, Music Video or Commercial per Sosta forzata[3]